# José Olallo
José Olallo Valdés (La Havane, 12 février 1820 - Camagüey, 7 mars 1889), est un religieux catholique cubain de l'Ordre hospitalier de Saint-Jean-de-Dieu, dévoué pour les plus démunis. Il est reconnu bienheureux par l'Église catholique, second bienheureux de l’Église cubaine et le premier à avoir été béatifié à Cuba. Sa fête est célébrée le 7 mars.

## Biographie
José Olallo Valdés est né en 1820. Abandonné le 13 mars 1820 à l'orphelinat Saint-Joseph de La Havane, il y est baptisé le 15 mars suivant. Il grandit dans cet orphelinat jusqu'en 1827. Il est ensuite envoyé à l'orphelinat Beneficiencia de La Havanne. A cette époque, il croise les Frères de Saint-Jean-de-Dieu qui gèrent l'hôpital des Saints Philippe et Jacques de La Havane (rebaptisé ensuite hôpital Saint-Jean-de-Dieu) où il se rend fréquemment.
En 1834, il entre dans l'Ordre hospitalier de Saint-Jean-de-Dieu. Après avoir terminé son noviciat en avril 1835, il fait sa profession religieuse. Il est alors envoyé à l'hôpital des frères de Saint-Jean-de-Dieu de Puerto Principe (ancien nom de Camagüey), où une épidémie de choléra nécessite des renforts. Frère Olallo passera le reste de sa vie dans cet hôpital à prendre soin des malades et des pauvres.
En 1834, la persécution des religieux commence à Cuba. Les Frères de Saint-Jean-de-Dieu doivent abandonner leurs hôpitaux et ont défense de porter l'habit religieux. Frère Olallo reste à son poste à l'hôpital habillé en civil et ne change rien à ses habitudes. Seuls deux autres frères restent avec lui.
En 1845, il devient chef infirmier de l'hôpital et approfondit ses connaissances théoriques, ce qui lui permet de préparer des médicaments, les distribuer et exercer un peu de chirurgie.
En 1856, Frère Olallo est nommé prieur de la communauté, qui se réduit à deux religieux. En 1866, le frère qui vit en communauté avec lui attrape la lèpre et Frère Olallo s'occupe personnellement de lui, en le tenant à l'écart pour éviter la contagion, jusqu'à la mort du frère en 1876.
Pendant la guerre des Dix Ans, Frère Olallo reste en dehors des conflits. Il refuse que son hôpital soit transformé en centre réservé aux soldats et soigne les blessés des deux camps sans discrimination.
Frère Olallo a souvent été surnommé « le Père des Pauvres » bien qu'il n'ait jamais été ordonné prêtre. Lorsque Mgr José María Martín de Herrera y de la Iglesia, archevêque de Santiago de Cuba, le lui propose en 1851, il refuse, par crainte de ne plus pouvoir continuer à travailler à l'hôpital auprès de ses malades.
Frère Olallo est décédé le 7 mars 1889, à l'âge de 69 ans. Il était le dernier Frère de Saint-Jean-de-Dieu présent sur le sol cubain avant le retour des frères en 1942.
Surnommé le « père des pauvres » (« padre de los pobres »), il refusera cependant de recevoir le sacerdoce, se sentant indigne de cette fonction, malgré de nombreuses invitations. De 1835 jusqu'à sa mort, il servit dans l'hôpital San Juan de Dios de Camagüey, apportant son soin en particulier aux plus nécessiteux et aux plus pauvres.

## Béatification
Après sa mort, sa renommée de sainteté a grandi à Cuba. Son dévouement et sa vie religieuse exemplaires ont amené l'Église catholique à le déclarer bienheureux, dernière étape avant la canonisation.
Le procès de béatification est ouvert sous le pape Jean-Paul II, le 7 février 1990. Le procès diocésain est ouvert à Camagüey sous la direction de l’archevêque Adolfo Rodríguez Herrera de mars à avril 1990.
Le pape Benoît XVI confirme l'héroïcité des vertus de Frère José Olallo Valdés et le fait vénérable le 16 décembre 2006.
Le procès sur un miracle s'est ouvert à Camagüey sous la direction de l’archevêque Juan Garcia Rodriguez qui supervisa le procès diocésain du 9 février au 8 mars 2004. Il s'agit de la guérison de Daniela Cabrera Ramos de Camagüey, âgée de 3 ans. La Congrégation pour les Causes des Saints valide le miracle le 8 janvier 2008.
Le pape Benoît XVI l’approuve, avec la béatification de Frère Olallo, le 15 mars 2008. Le Cardinal José Saraiva Martins préside la béatification à Cuba au nom du pape.
Il est commémoré le 7 mars selon le Martyrologe romain.

## Sources
- (es) « José Olallo Valdés (1820-1889) », sur vatican.va, Vatican, 29 novembre 2008 (consulté le 27 décembre 2016).
- « Bienheureux José Olallo Valdés », sur nominis.cef.fr (consulté le 27 décembre 2016).
- Odile Haumonté, La vie du Bienheureux José Olallo Valdés, Editions du Signe, 31 juillet 2012.
- "Le Bienheureux José Olallo Valdés", sur le site officiel de l'Ordre Hospitalier de Saint Jean de Dieu dans le monde.